# سامیانگ ۸۵میلی‌متر اف/۱٫۴ آی‌اف کروی
سامیانگ ۸۵میلی‌متر اف/۱٫۴ آی‌اف کروی (به انگلیسی: Samyang 85mm f/1.4 IF Aspherical) نام لنز دوربین عکاسی از نوع ثابت است که توسط شرکت سامیانگ تولید می‌شود. فاصلهٔ کانونی این لنز ۸۵ میلی‌متر، دیافراگم آن دارای ۸ تیغه و ضریب اف آن اف ۱٫۴ تا اف ۲۲ است. این لنز در 2011 میلادی تولید و عرضه شده‌است.